# Valença (Bahia)
Valença és un municipi de l'estat de Bahia i té una població estimada de 89.000. És visitat pels turistes, ja que és el principal accés a l'illa de Tinharé, famós per Morro de São Paulo.